# Burt C. Hopkins

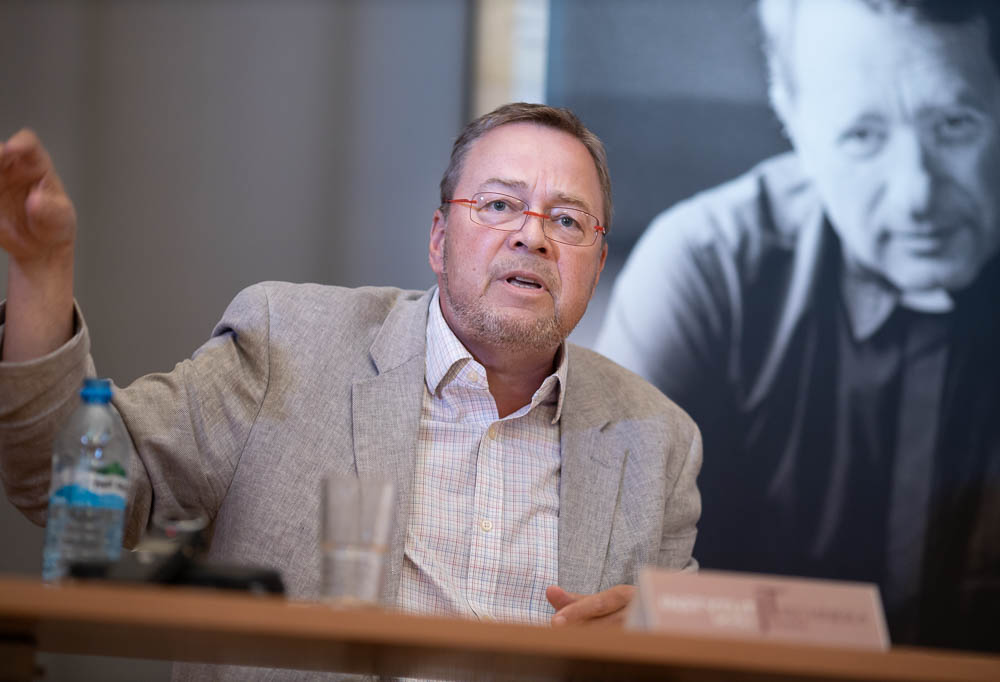
Burt C. Hopkins

Burt C. Hopkins (geboren am 7. Februar 1954) ist ein US-amerikanischer Philosoph, der für seine Beiträge zur Phänomenologie und zur Philosophie der Mathematik bekannt ist. Seine Arbeiten konzentrieren sich insbesondere auf die Philosophie von Edmund Husserl, Jacob Klein und die phänomenologische Tradition.

## Leben
Hopkins erwarb seinen Bachelor-Abschluss in Philosophie am Allegheny College unter der Anleitung von James F. Sheridan. Seinen Master-Abschluss in Philosophie erhielt er an der Ohio University, betreut von Algis Mickūnas, und seinen Ph.D. in Philosophie erlangte er an der DePaul University unter der Leitung von Parvis Emad.
Von 1989 bis 2016 war Hopkins Professor und Vorsitzender des Fachbereichs Philosophie an der Seattle University. Derzeit ist er assoziiertes Mitglied der Universität Lille und ständiges Fakultätsmitglied der Sommerakademie für Phänomenologie und phänomenologische Philosophie an der Ca' Foscari Universität Venedig. Zudem fungiert er als permanenter Sekretär des Husserl-Kreises.
Im Laufe seiner Karriere hatte Hopkins verschiedene Gastprofessuren inne, unter anderem an der Universität Nanjing in China (2013), der École des hautes études en sciences sociales (EHESS) und dem Koyré-Zentrum in Paris, Frankreich (2015–2017), sowie an der École normale supérieure (Paris) und der Paris Sciences et Lettres University (2021). Er war zudem Senior Fellow am Sidney M. Edelstein Center for the History and Philosophy of Science, Technology and Medicine an der Hebräischen Universität Jerusalem (2018) und Forscher am Institut für Philosophie der Akademie der Wissenschaften der Tschechischen Republik (2019–2020, 2022).

## Publikationen (Auswahl)
- The Origin of the Logic of Symbolic Mathematics: Edmund Husserl and Jacob Klein. Bloomington: Indiana University Press, 2011.[3]
- The Philosophy of Husserl. Chesham, UK: Acumen Press und Montreal: McGill University Press, 2010.[4]
- Intentionality in Husserl and Heidegger: The Problem of the Original Method and Phenomenon of Phenomenology. Dordrecht: Kluwer Academic Publishers, 1993.[5]